# Mainfranken Theater Würzburg
Das Mainfranken Theater Würzburg ist ein Mehrspartenhaus in der Würzburger Altstadt für Oper, Schauspiel, Ballett und Konzert. Vor 1999 lautete die Bezeichnung des Hauses Stadttheater Würzburg (genannt auch Würzburger Stadttheater). Im September 2019 wurde bekanntgegeben, dass das Mainfranken Theater zum Bayerischen Staatstheater erhoben wird.
Das Mainfranken Theater und dessen Spielstätten Großes Haus (vorwiegend Musiktheater und Ballett) und Kleines Haus (vorwiegend Schauspiel) werden seit 2018 umgebaut bzw. baulich neu ausgerichtet.
Neben dem Großen Haus mit 738 Sitzplätzen beherbergt das Theater das neu erbaute Kleine Haus mit 330 Sitzplätzen, das Ende 2023 eröffnet wurde, und die ebenso baulich neu eingerichtete Probebühne mit 125 Sitzplätzen. Intendant war von der Spielzeit 2016/2017 bis 2024 für eine Weile Markus Trabusch. Als Generalmusikdirektor wirkt Enrico Calesso, als Operndirektor Berthold Warnecke. Schauspieldirektorin ist Barbara Bily, Ballettdirektorin ist Dominique Dumais, Chordirektor und Kapellmeister ist Sören Eckhoff.

## Geschichte

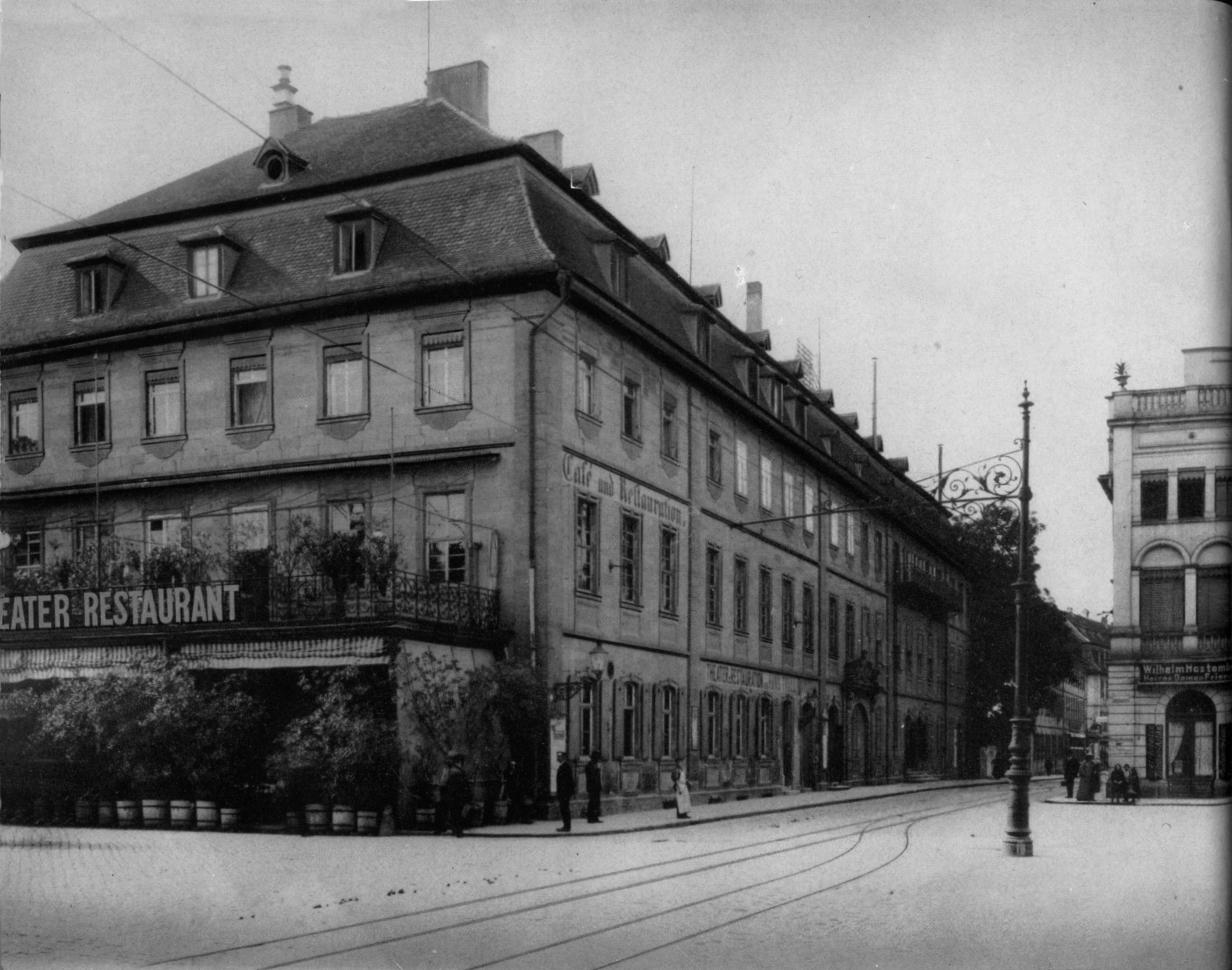
Erstes Theater in der Theaterstraße 18 (ehemaliges Damenstift) gegenüber dem Ludwigsbahnhof ca. 1905

Das Würzburger Stadt-Theater (so benannt erstmals am 2. Oktober 1837) wurde von Julius Graf von Soden gegründet und am 3. August 1804 mit dem Schauspiel Stille Wasser sind tief von Friedrich Ludwig Schröder eröffnet. Gespielt wurde im ehemaligen Adligen Damenstift zur Heiligen Anna, das zum Theater umgebaut worden war. Sodens Nachfolger als Theaterdirektor war Friedrich Wilhelm von Münchhausen (* 1780). 1814 wurde, einen Tag nachdem Würzburg endgültig an Bayern gefallen war, das städtische Theater als Königlich priviligierte Schaubühne bezeichnet.
In der Spielzeit 1833/34 war der zwanzigjährige Richard Wagner als „Choreinstudierer“ und „Leiter der Pantomime“ am Haus engagiert, wo sein ältester Bruder Albert bereits als Sänger arbeitete. In dieser Zeit entstand Wagners erste Bühnenkomposition Die Hochzeit, die er nicht vollendete, jedoch Teile daraus dem damaligen Musikverein Würzburg widmete. Ebenfalls in Würzburg stellte Wagner seine erste vollständige Oper Die Feen fertig und brachte frühe Werke konzertant zur Aufführung. Richard Wagners Urenkelin Katharina Wagner gab 2002 mit der Inszenierung Der fliegende Holländer hier ihr Debüt als Opernregisseurin.
Am 7. Februar 1843 erwarb die Stadt Würzburg für 60.000 Gulden die Besitzrechte am Theater.
Besondere Höhepunkte in der Geschichte des Theaters waren ein Gastspiel des Komponisten und Geigenvirtuosen Niccolò Paganini sowie der Auftritt von Richard Strauss, der 1926 seine Oper Ariadne auf Naxos im Mainfranken Theater dirigierte. Theaterskandale bewirkten die Aufführungen von Frank Wedekinds Lulu im Januar 1919 und von Arthur Maria Rabenalts Schöner Helena Mitte der 1920er Jahre.
Am Abend des 19. November 1930 kam es beim Gastspiel der hebräischsprachigen Theatertruppe Habimah zu antisemitischen Protesten und Ausschreitungen, die vom Gauleiter von Unterfranken der NSDAP Otto Hellmuth organisiert worden waren.
Das Theatergebäude des seit August 1944 wegen Krieges geschlossenen Theaters, das jedoch eine Sommerspielzeit unter anderem am Kurtheater Bad Kissingen und in Bad Bocklet unternahm, wurde bei einem großen Fliegerangriff durch englische Kampfbomber am 16. März 1945 völlig zerstört. Im August 1946 nahm die Würzburger Bühne den Spielbetrieb als Drei-Sparten-Haus (zu dem das Städtische Philharmonische Orchester, später Philharmonisches Orchester Würzburg, gehört) in der Turnhalle des ehemaligen Lehrerseminars am Wittelsbacher Platz auf, in dem nach dem Krieg das vormals Deutsche Gymnasium (heute Matthias-Grünewald-Gymnasium) untergebracht war. Am 31. Oktober 1945 wurde nach dem Zweiten Weltkrieg und nach der Entnazifizierung der etwa 45 Musiker erstmals wieder klassische Musik vom Philharmonischen Orchester aufgeführt. Ab 1950 beteiligte sich die Stadt wieder am Theater, das ab 15. Februar 1950 Städtisches Theater am Wittelsbacher Platz hieß. Am 4. Dezember 1966 wurde der am 5. Mai 1958 unter Oberbürgermeister Helmuth Zimmerer vom Stadtrat beschlossene, 750 Zuschauer fassende Theater-Neubau des Würzburger Stadttheaters an der Stelle des ehemaligen Würzburger Ludwigsbahnhofs in der Altstadt eröffnet. Entworfen hatte es der in Dortmund tätige Architekt Hans-Joachim Budeit.
2001 stand das Mainfranken Theater, trotz Sparmaßnahmen, kurz vor dem Aus, weswegen der ein Jahr zuvor berufene Intendant Wolfgang Schaller sein Amt niederlegte. An seiner Stelle übernahm, aus dem Ruhestand kommend, Reinhold Röttger die Theaterleitung und dessen nötige finanzielle Sicherstellung. 2004 wurde Richard Wagners Werk Die Feen aufgeführt.
Von der Spielzeit 2016/2017 bis 2024 war Markus Trabusch Intendant. Im September 2019 fand die Grundsteinlegung für eine neue Spielstätte, das Kleine Haus, das hauptsächlich für Schauspielaufführungen vorgesehen ist, statt; es wurde Ende 2023 fertiggestellt und eröffnet. Bereits 2019 wurde bekannt gegeben, dass das Mainfranken Theater mit Fertigstellung der baulichen Erneuerungen das sechste bayerische Staatstheater werden soll.

Mainfranken Theater Würzburg, Interieur vor der Sanierung
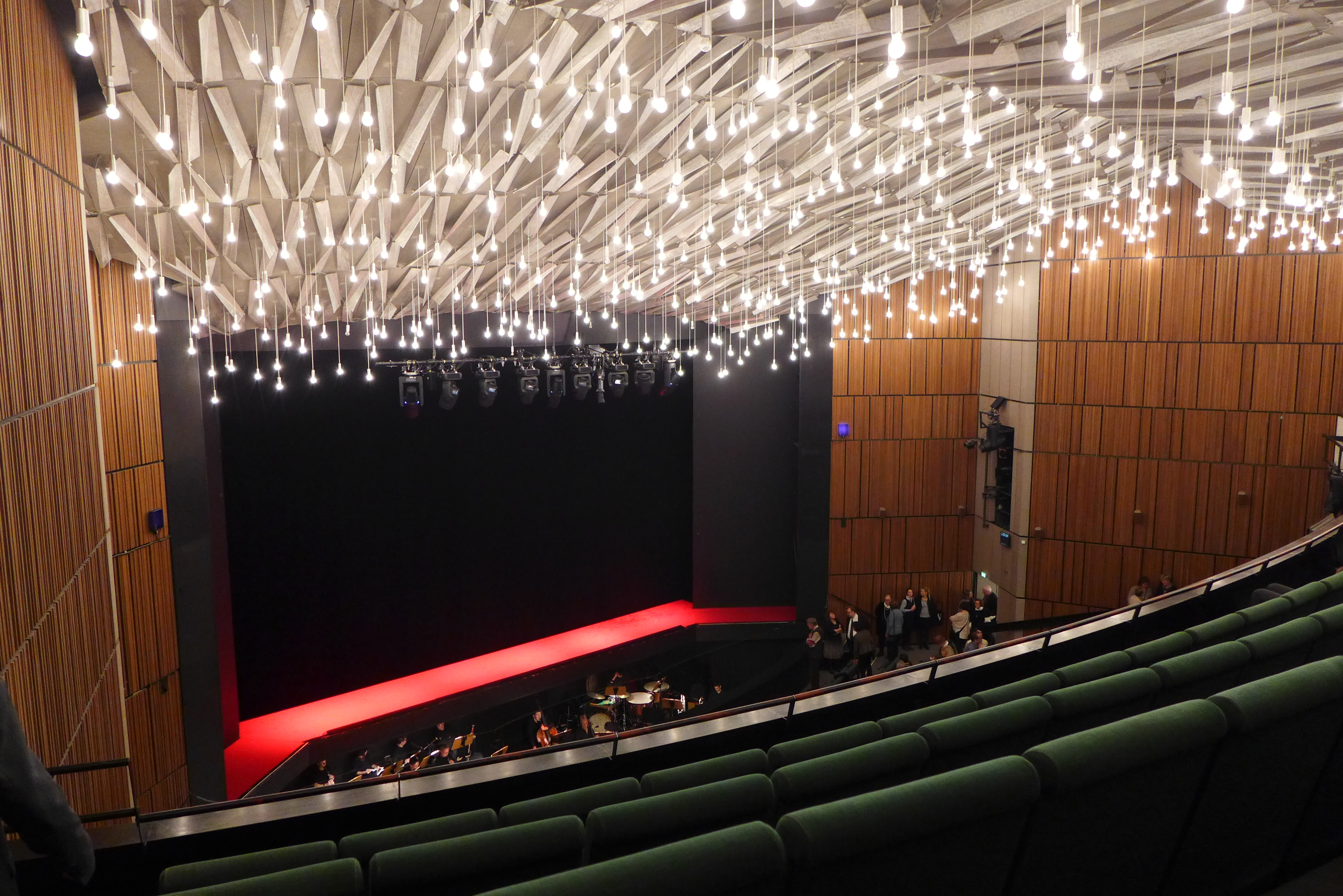
Zuschauerraum mit Blick zur Bühne
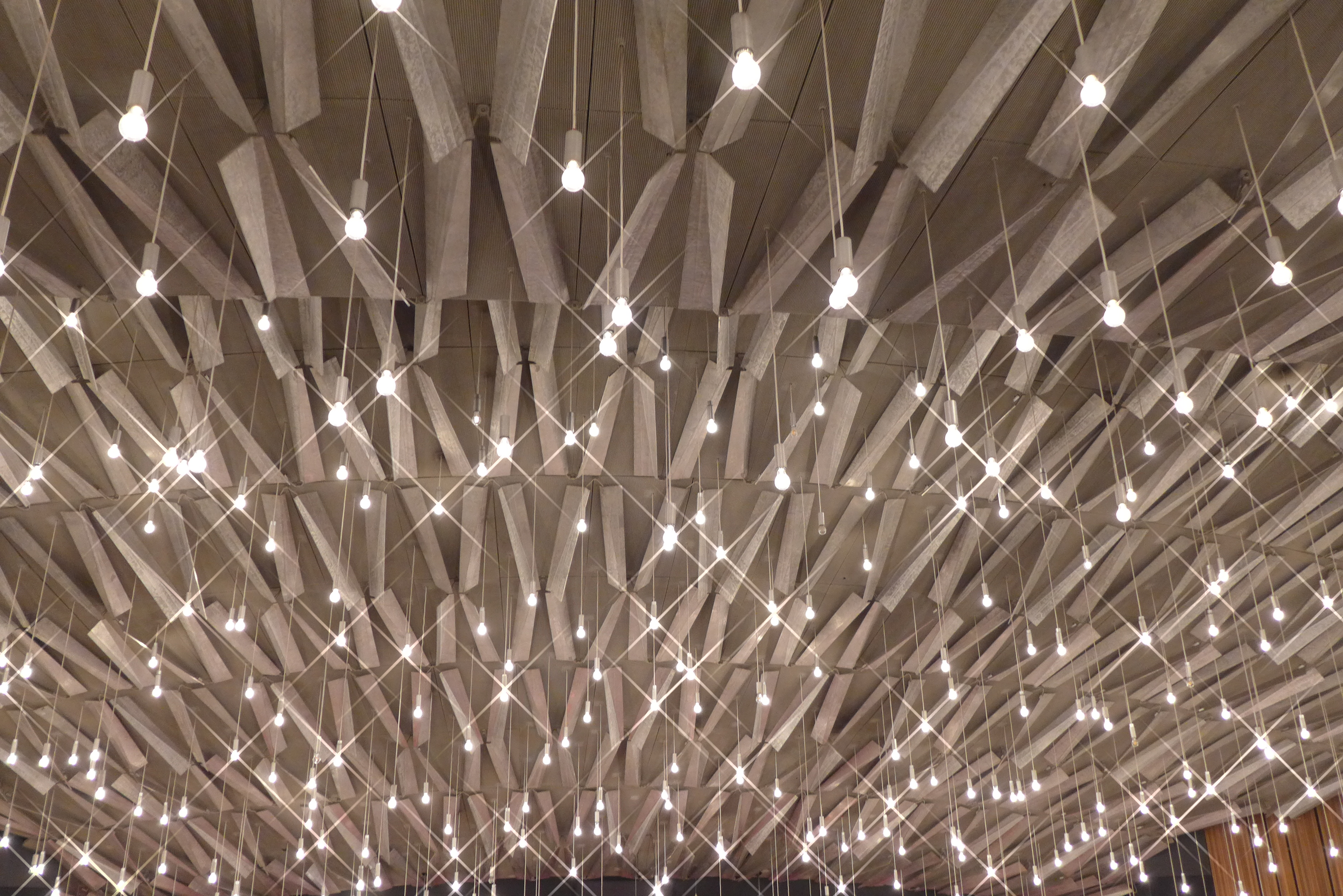
Der Plafond im Zuschauerraum
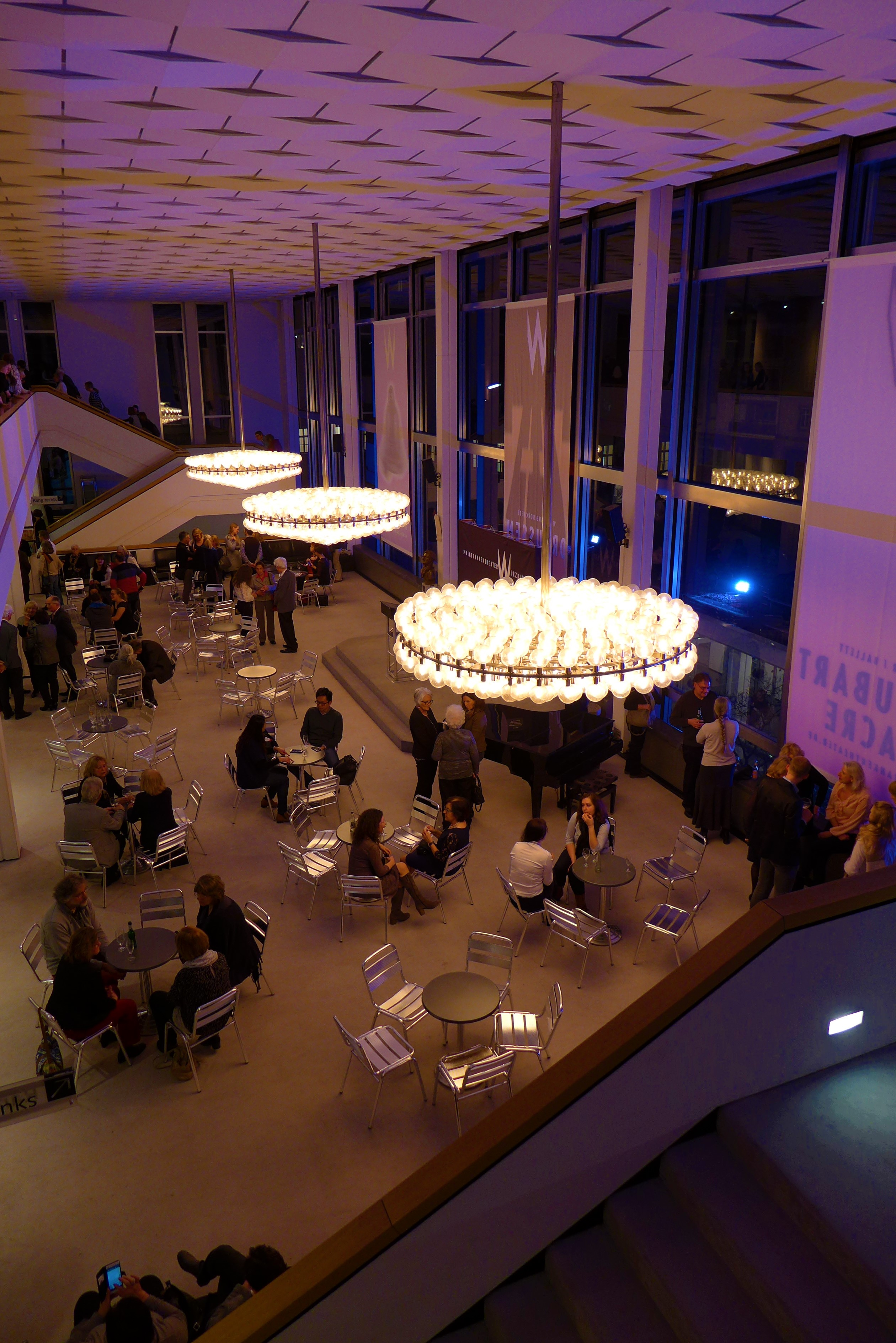
Foyer im ersten Rang
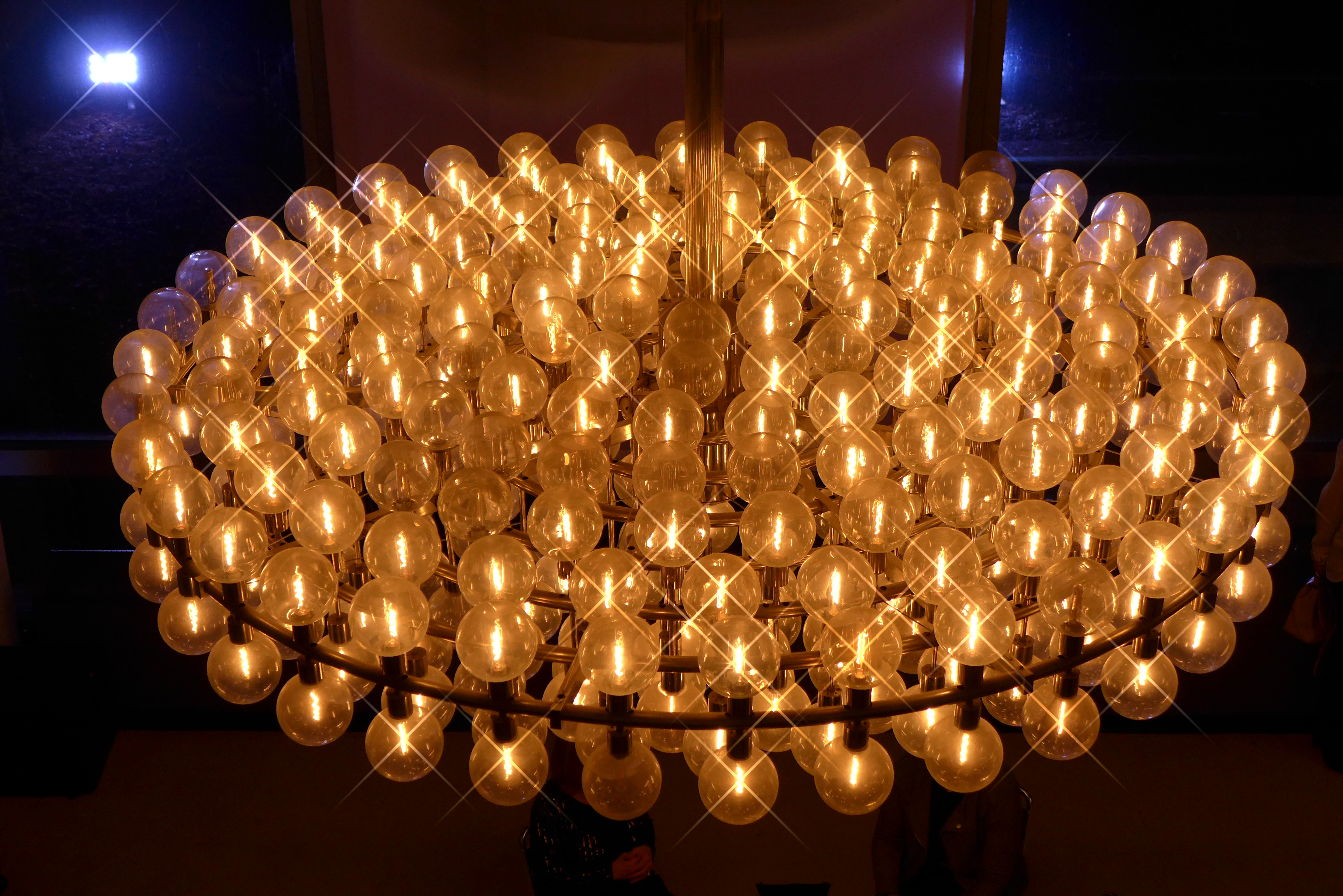
Lüster im Foyer des ersten Ranges
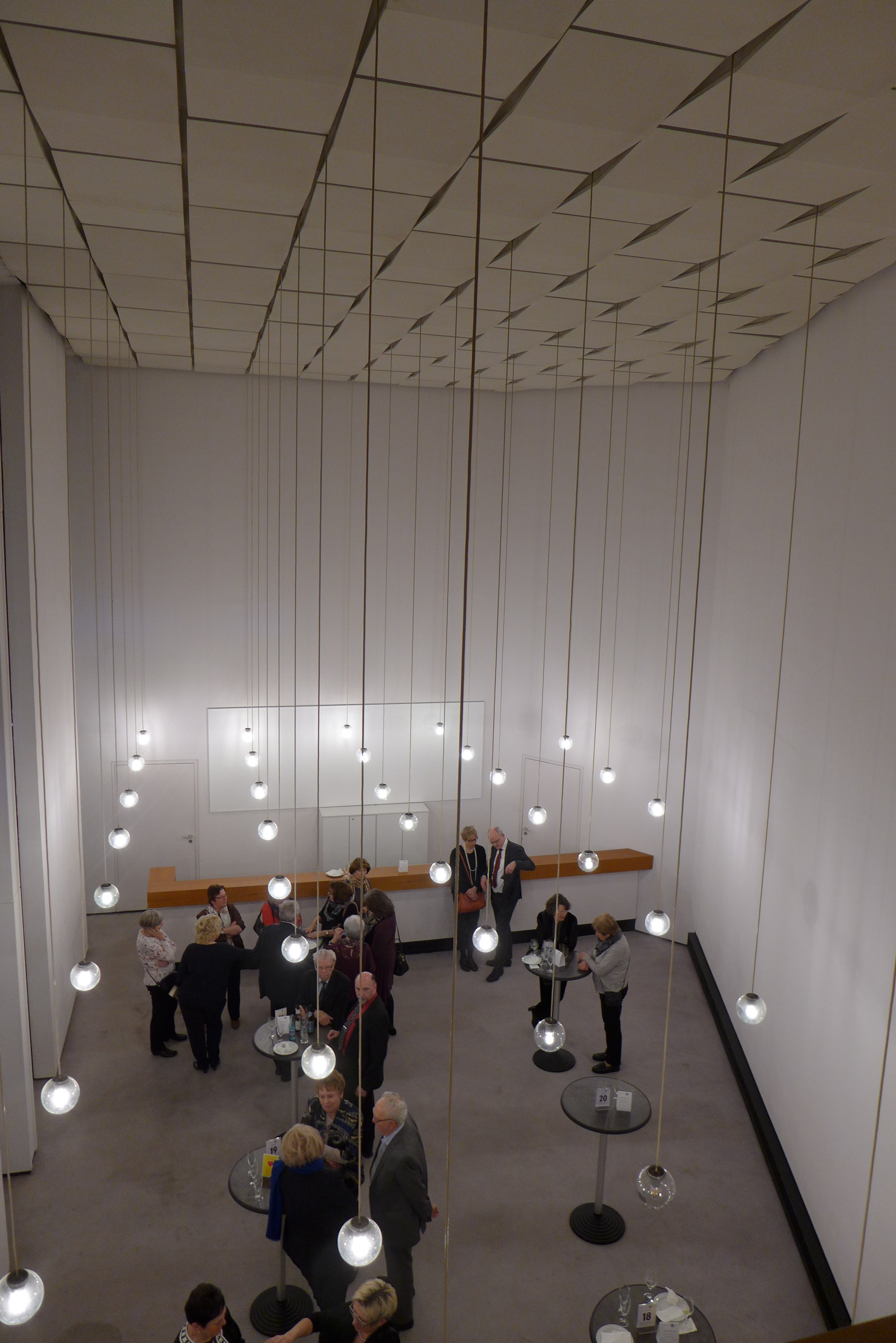
Foyer im ersten Rang, linker Flügel

## Sanierung und Erweiterung ab 2018
Seit 2018 wird das Theater bei laufendem Spielbetrieb saniert und erweitert. Der sogenannte Kopfbau aus den 60er Jahren, das Hauptgebäude (1966 eröffnet), wird komplett erneuert, somit das auch in ihm enthaltenen "Große Haus." Nach der bereits erfolgten Eröffnung des "Kleinen Hauses" im Dezember 2023 wird mit der Fertigstellung des "Großen Hauses" und damit dem Abschluss sämtlicher theaterbetreffender Baumaßnahmen zu Beginn der Spielzeit 2026/27 gerechnet.
Die Produktionen finden während der Sanierungszeit an mehreren Interimsspielstätten statt, die über die ganze Stadt verteilt sind. Dazu gehören die Theaterfabrik Blaue Halle in der Würzburger Dürrbachau, der Keller Z87 auf dem Bürgerbräugelände in der Zellerau, die Kirche St. Andreas in der Sanderau und der Ratssaal des Rathauses. Die Konzerte des Philharmonischen Orchesters Würzburg finden im Konzertsaal der Hochschule für Musik Würzburg und im Toscanasaal der Würzburger Residenz statt.

## Intendanten
- 1930–1936: Eugen Keller
- 1936–1941: Otto Reimann
- 1941–1945: Helmuth Ebbs[19][20]
- 1965–1970: Herbert Decker[21]
- 1970–1985 Joachim von Groeling
- 1985–1988 Achim Thorwald
- 1988–1999: Tebbe Harms Kleen
- 1999–2000 Wolfgang Schaller
- 2001–2004 Reinhold Röttger
- 2004–2016: Hermann Schneider
- 2016–2024: Markus Trabusch
- seit 2025: Georg Rootering

## Weitere bekannte Künstler (Auswahl)
- Felix Bressart (1892–1949), Schauspieler
- William Mason (Sänger) (* 1947)
- Wolfdieter Maurer (* 1941), Dirigent
- Miriam Morgenstern (* 1987), Schauspielerin und Sängerin
- Jacek Strauch, Sänger
- Veronika Diefenbacher (1943–2021), Opernsängerin
- Helga Meyer-Wagner (* 1938), Sängerin

## Drehort für Spielfilm
Der Spielfilm Die rote Dame von Emilio P. Miraglia aus dem Jahr 1972 wurde überwiegend im Theater gedreht. Hierbei diente das Gebäude als Sitz eines Modeunternehmens.